# Лукив, Николай Владимирович
Никола́й Влади́мирович Лу́кив (укр. Микола Володимирович Луків; род. 6 января 1949, с. Кумановцы Хмельницкого района Винницкой области, Украины) — украинский и советский поэт, главный редактор литературно-художественного и общественно-политического журнала «Днипро» (с 1984), член Союза писателей Украины, общественный деятель. Заслуженный деятель искусств Украины (1997); Заслуженный деятель искусств Российской Федерации (2003), академик Украинской экологической академии наук. Лауреат международных и республиканских премий.

## Биография
В 1968 году окончил Немировское педагогическое училище им. Марко Вовчка, в 1973 — факультет журналистики Киевского государственного университета имени Т. Г. Шевченко. Затем работал заведующим отделом поэзии писательской газеты «Литературная Украина».
С 1984 — главный редактор журнала «Днипро».

## Творчество
По меткому выражению украинского поэта, академика Бориса Олейника «Николай Луков — один из самых популярных поэтов современной Украины».
Он автор более двадцати поэтических сборников и ряда популярных песен:
- Ріка (1973),
- Шлях,
- Політ,
- Весняні дощі,
- Отча земля,
- Кущ осінньої калини,[1]
- Поезії,
- Право на пам’ять,
- Росте черешня в мами на городі и др.

## Награды и звания
- Орден «За заслуги» I степени (18 января 2007 года) — за заслуги в государственном строительстве, весомый вклад в развитие и укрепление демократической, социальной и правовой Украины и по случаю Дня Соборности Украины[2].
- Орден «За заслуги» II степени (19 февраля 2002 года) — за значительный личный вклад в развитие украинской литературы и культуры, весомые трудовые достижения[3].
- Орден «За заслуги» III степени (26 января 1999 года) — за значительный личный вклад в развитие культуры и искусства, весомые творческие достижения[4].
- Заслуженный деятель искусств Украины (20 марта 1997 года) — за значительный личный вклад в развитие украинской литературы и искусства[5].
- Заслуженный деятель искусств Российской Федерации (27 января 2003 года) — за большой вклад в развитие искусства и укрепление российско-украинских культурных связей[6].
- Международная премия имени Григория Сковороды.
- премия имени Николая Островского.
- премия имени С. Гулака-Артемовского.
- Всеукраинская премия им. В. Вернадского.
- орден святого равноапостольного князя Владимира.

За заслуги в возрождении духовности на Украине решением Поместной Православной Церкви удостоен ордена Святого архистратига Михаила.